# Presa de San Claudio
Presa de San Claudio är en ort i Mexiko.   Den ligger i kommunen Silao de la Victoria och delstaten Guanajuato, i den centrala delen av landet, 290 km nordväst om huvudstaden Mexico City. Presa de San Claudio ligger 1 753 meter över havet och antalet invånare är 265.
Terrängen runt Presa de San Claudio är en högslätt, och sluttar söderut. Runt Presa de San Claudio är det ganska tätbefolkat, med 207 invånare per kvadratkilometer. Närmaste större samhälle är Silao, 9,0 km norr om Presa de San Claudio. Trakten runt Presa de San Claudio består till största delen av jordbruksmark.